# MusiG
『MusiG』（ミュージッグ）は、日本テレビ系列で放送された読売テレビ制作の音楽バラエティ番組である。制作局の読売テレビでは、2006年4月6日から2007年9月末まで放送された。

## 概要
- 山口智充が扮する「MCグーチー」が独断と偏見で選んだ最新の音楽情報をカウントダウン形式で紹介。スタジオには毎回話題のアーティストが登場する。2007年4月をもって、「MCグーチー」を終了し、屋台を舞台としたトークに変遷した。
- MusiGのGとは、山口の愛称「ぐっさん(GUSSAN)」に由来する。
- 「今週の丸投げ」
  - 山口智充と俳優の山本耕史が番組プロデューサーから「2人でこんな歌作って」と丸投げされて、即興で作曲し披露する。
- 「佐野ROCK!」
  - 「ROCKな似た言葉」山口と佐野元春が番組に寄せられた似た言葉をロックかロックでないか判断する。
  - 「ポール or ジョン」日常でよく見る、人間のちょっとした行動をポール的か、ジョン的か判断する。
- 山口（ボーカル）、山本（ギター）、佐野（作詞・作曲）で、「The Whey-hey-hey Brothers」を結成し、シングル「じぶんの詩-A BEAUTIFUL DAY」をリリースした。

## 出演者
- 山口智充（DonDokoDon・MCグーチー）
- 木佐彩子
- 山本耕史
- 佐野元春
- 宮川大輔（2007年4月～、不定期）

## ゲスト・PICK UPアーティスト・即興曲テーマ
| 放送日       | ゲスト                | PICK UPアーティスト                | 即興曲テーマ                                                           |
| ------------ | --------------------- | ---------------------------------- | ---------------------------------------------------------------------- |
| 2006年4月6日 | TRF                   | 高橋瞳                             | ランドセル                                                             |
| 4月13日      | BoA                   | BEAT CRUSADERS                     | ミートスパゲティ                                                       |
| 4月20日      | 松岡充                | SunSet Swish                       | 東京タワー                                                             |
| 4月27日      | K                     | 大木こだま・ひびき                 | 初鰹                                                                   |
| 5月4日       | 川嶋あい              | T&T（藤井隆&島田珠代）             | ルービックキューブ                                                     |
| 5月11日      | 小柳ゆき              | AAA （但し、全員での出演ではない） | 山本耕史プロフィール                                                   |
| 5月18日      | 美勇伝                | 琉球チムドン楽団                   | 続・山本耕史プロフィール                                               |
| 5月25日      | w-inds.               | ナナムジカ                         | 山本耕史、NYで武者修行!?                                               |
| 6月1日       | 愛内里菜              | 中ノ森BAND                         | 山本耕史NYに行ってきました                                             |
| 6月15日      | スガシカオ            | 上木彩矢                           | メイド                                                                 |
| 6月22日      | 島谷ひとみ            | GOING UNDER GROUND                 | 前回と同様                                                             |
| 6月29日      | つんく♂（シャ乱Q）    |                                    | 芝公園スタジオで曲作り                                                 |
| 7月6日       | Rinka                 | 東方神起                           | 最新水着情報 3人の水着美女にタジタジ!?                                 |
| 7月13日      | 藤井フミヤ            | 玉置成実                           | 最新水着                                                               |
| 7月20日      | 鈴木亜美              | マジー（真島茂樹）とレギュラー     | ハワイスペシャルゲストに ジェイク・シマブクロが登場!                   |
| 7月27日      | 倖田來未              |                                    | ハワイスーパー・ウクレレ・プレーヤー ジェイク・シマブクロとセッション! |
| 8月3日       | 大友康平（HOUND DOG） | アップダウン                       | アルバイト募集広告                                                     |
| 8月10日      | BONNIE PINK           | 大田クルーと温水洋一               | カブトムシ&クワガタ                                                    |
| 8月24日      | Every Little Thing    | ムック                             | 店頭の貼紙                                                             |
| 8月31日      | mihimaru GT           | 間重美                             | 駐車禁止の貼紙                                                         |
| 9月7日       | 郷ひろみ              |                                    | 休業の貼紙                                                             |
| 9月14日      | 工藤静香              |                                    | 警告看板                                                               |
| 9月21日      | 伴都美子              | 麒麟                               | 生徒募集の貼紙                                                         |
| 10月5日      | 渡辺美里              | 長澤奈央                           | 階段利用推進の貼紙                                                     |
| 10月12日     | DA PUMP               | 中孝介                             | 注意書きの看板                                                         |

- 6月8日放送分は未公開スペシャル「グーチースーパースペシャルナイト」として放送されたため、ゲストやPICK UPアーティスト等は無し。
- 8月17日放送分は未公開スペシャル「グーチー真夏のスーパースペシャルナイト」として放送されたため、ゲスト、PICK UPアーティストは無し。
- 9月28日放送分は未公開スペシャル「グーチー秋のスーパースペシャルナイト」として放送されたため、ゲスト、PICK UPアーティストは無し。

## スタッフ
- 構成 : 小笠原英樹、長谷川朝二、鈴木しげき
- AP (アシスタントプロデューサー)  : 西島淳一（ytv）、望月靖子（CELL）
- ディレクター : 荷見基成、佐藤麗（CELL）
- 演出 : 深沢一浩〔通称：深沢ボン〕（CELL）
- プロデューサー : 西田二郎・岡本浩一（ytv）、古川圭介（吉本興業）、柳生昌也（CELL）
- チーフプロデューサー : 武野一起（ytv）
- 機材協力 : JOYSOUND
- 技術協力 : ニユーテレス、プログレッソ、テクノマックス、IMAGICA、TSP
- 美術協力 : フジアール
- 収録スタジオ : 東京タワー芝公園スタジオ
- スタッフ協力 : CELL
- 制作協力 : 吉本興業
- 制作著作 : 読売テレビ

### 過去のスタッフ
- プロデューサー : 奥井剛平（吉本興業）

## ネット局・放送時間
※ 日時順（2007年5月現在）。時間は全てJST。先行・遅れはytvを基準とする。
| 放送局                                | 放送曜日・時間                                                                                             | 先行・遅れ |
| ------------------------------------- | --- | ---------- |
| 日本テレビ（NTV）                     | 毎週月曜 24:56-25:26 （2006年9月までは毎週水曜 24:20-24:50、 2006年10月～2007年3月は毎週水曜 24:26-24:56） | 3日先行    |
| 読売テレビ（ytv、制作局）             | 毎週木曜 24:26-24:56 （2006年9月までは毎週木曜 24:20-24:50）                                               | 無し       |
| 福島中央テレビ（FCT） 福岡放送（FBS） | 毎週水曜 24:26-24:56                                                                                       | 6日遅れ    |
| 秋田放送（ABS）                       | 毎週水曜 24:31-25:01                                                                                       | 6日遅れ    |
| 札幌テレビ（STV）                     | 毎週水曜 24:56-25:26                                                                                       | 6日遅れ    |
| 中京テレビ（CTV）                     | 毎週金曜 25:25-26:55                                                                                       | 8日遅れ    |
| テレビ金沢（KTK） 西日本放送（RNC）   | 毎週月曜 24:56-25:26 （テレビ金沢は「のりのり」枠）                                                        | 11日遅れ   |
| 静岡第一テレビ（SDT）                 | 毎週火曜 25:26-25:56                                                                                       | 12日遅れ   |
| 山梨放送（YBS）                       | 毎週木曜 24:26-24:56                                                                                       | 14日遅れ   |
| 長崎国際テレビ（NIB）                 | 毎週木曜 24:56-25:26                                                                                       | 14日遅れ   |
| 日本海テレビ（NKT）                   | 毎週土曜 25:50-26:20                                                                                       | 16日遅れ   |
| 山形放送（YBC）                       | 毎週火曜 24:31-25:01                                                                                       | 19日遅れ   |
| テレビ新潟（TeNY）                    | 毎週水曜 24:56-25:26                                                                                       | 20日遅れ   |
| テレビ信州（TSB）                     | 毎週月曜 24:56-25:56                                                                                       | 25日遅れ   |
| 大分放送（OBS、TBS系列）              | 毎週月曜 24:25-24:55                                                                                       | 39日遅れ   |

## 歴代エンディングテーマ
- 2006年4月～6月　「Na-Na-Na With you」TAKA
- 2006年7月～9月　「Tomorrow」fringetritone
- 2006年10月～12月　「Lesson」Foxxi misQ
- 2007年1月～3月　「じぶんの詩 - A BEAUTIFUL DAY」The Whey-hey-hey Brothers
- 2007年4月～6月　「with you」Kimeru
- 2007年7月～　「Genius Party」二千花